# Viola cunninghamii
Viola cunninghamii Hook.f. – gatunek roślin z rodziny fiołkowatych (Violaceae). Występuje naturalnie w Australii (na Tasmanii) oraz na Nowej Zelandii (także na Wyspach Chatham). 

## Morfologia
PokrójBylina dorastająca do 2–25 cm wysokości, tworzy kłącza.
LiścieBlaszka liściowa ma kształt od deltoidalnego do owalnie okrągławych lub romboidalnych. Mierzy 9–40 mm długości oraz 7–38 mm szerokości, jest karbowana lub piłkowana na brzegu, ma klinową nasadę i wierzchołek od ostrego do spiczastego. Ogonek liściowy jest nagi i ma 45–98 mm długości. Przylistki są owalne lub lancetowate.
KwiatyPojedyncze, wyrastające z kątów pędów. Mają działki kielicha o lancetowatym kształcie. Płatki są odwrotnie jajowate i mają białą lub purpurową barwę, dolny płatek jest odwrotnie sercowaty, mierzy 8-14 mm długości, posiada obłą ostrogę o długości 1-2 mm.
OwoceTorebki mierzące 5-9 mm średnicy, o kulistym kształcie.

## Biologia i ekologia
Rośnie na łąkach i terenach bagnistych. 